# Landgericht Miesbach

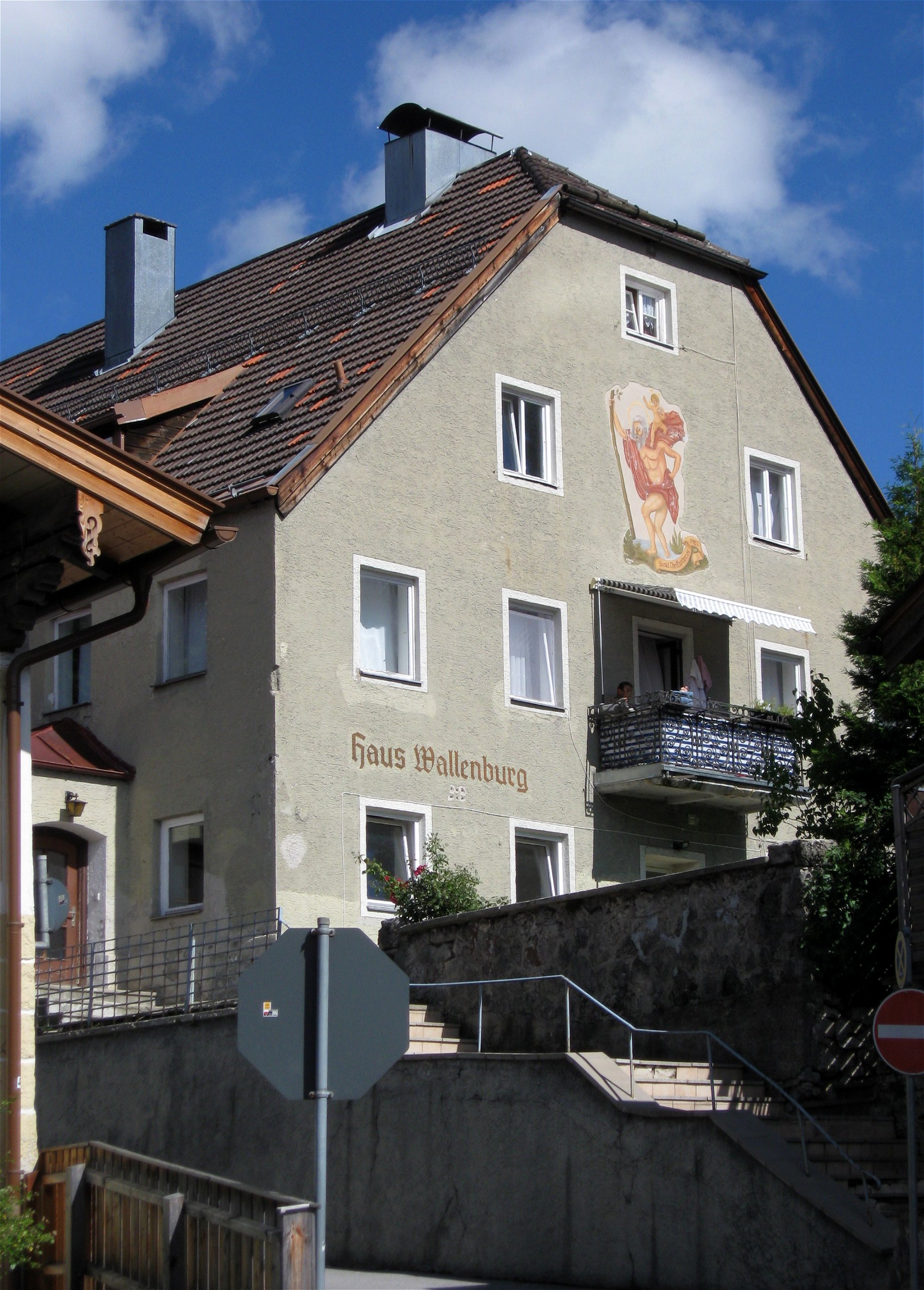
Ehemalige Fronveste, später Landgericht

Das Landgericht Miesbach war ein von 1803 bis 1879 bestehendes bayerisches Landgericht älterer Ordnung mit Sitz in Miesbach im heutigen Landkreis Miesbach. Die Landgerichte waren im Königreich Bayern Gerichts- und Verwaltungsbehörden, die 1862 in administrativer Hinsicht von den Bezirksämtern und 1879 in juristischer Hinsicht von den Amtsgerichten abgelöst wurden.

## Geschichte
Das 1803 begründete Landgericht Miesbach trat nach dem Übergang an Bayern an die Stelle des Gerichtsbezirks der vorherigen Grafschaft Hohenwaldeck. Es umfasste die damaligen Steuerbezirke Agatharied, Bayrischzell, Fischbachau, Föching, Gotzing, Hundham, Hartpenning, Holzkirchen, Holzolling, Hundham, Irschenberg, Miesbach, Niklasreuth, Parsberg, Reichersdorf, Schaftlach, Schliersee, Valley, Wall, Warngau, Wattersdorf, Wies und Wörnsmühl. 1818 entstand aus dem benachbarten Herrschaftsgericht Tegernsee das gleichnamige Landgericht. Anlässlich der Trennung von Verwaltung und Justiz wurde 1862 aus den Landgerichtsbezirken Miesbach und Tegernsee das Bezirksamt Miesbach gebildet. Als Gerichtsbehörde blieben die Landgerichte vorerst bestehen. Mit der Einführung des Gerichtsverfassungsgesetzes am 1. Oktober 1879 kam es zu Bildung des heute noch bestehenden Amtsgerichts Miesbach.

## Gebäude
Die ehemalige Fronveste in der Kolpingstrasse 4 diente noch bis 1901 als Gerichtsgebäude (ab 1879 des Amtsgerichts).